# Metzingen

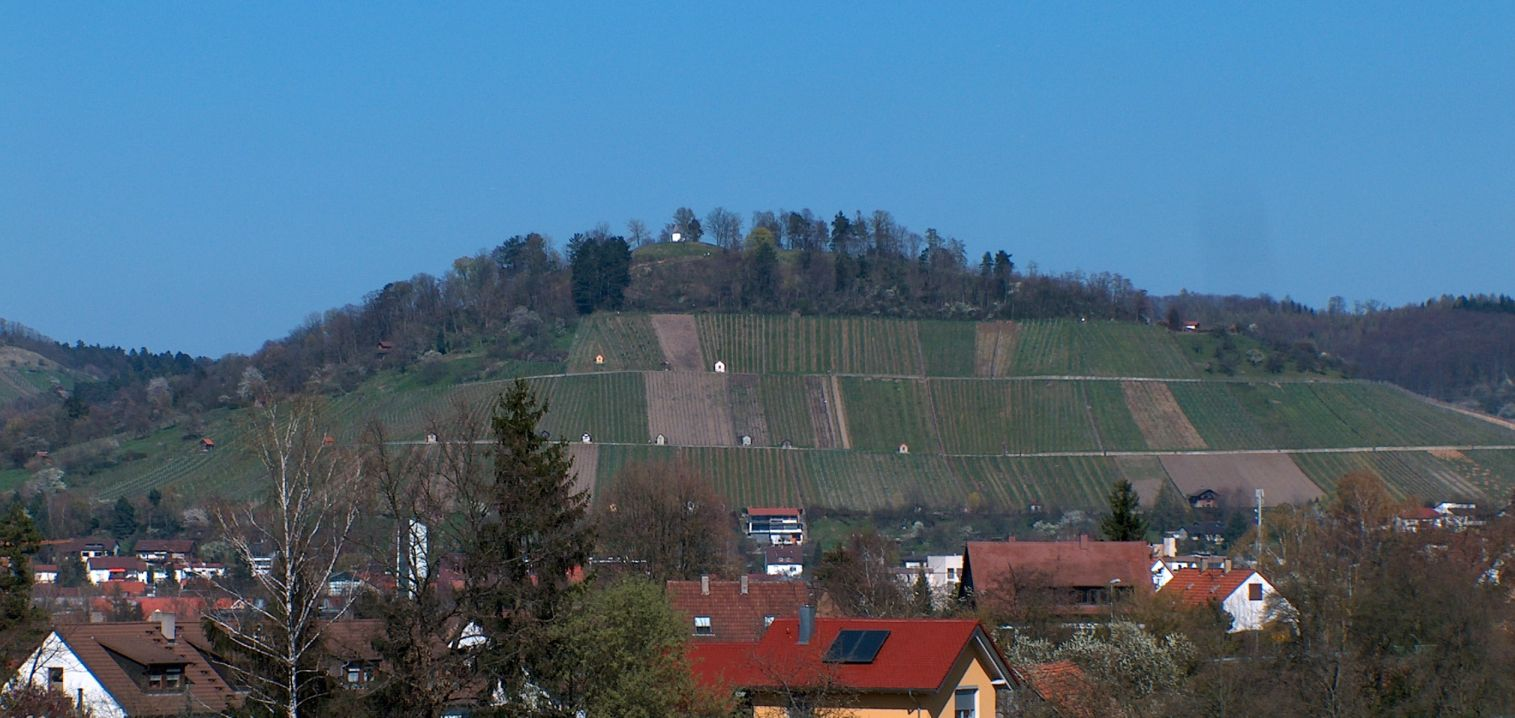
Metzingen Weinberg

Metzingen là một thành phố Swabia với dân số khoảng 22.000 người, trong bang Baden-Württemberg tây nam Đức, 30 km (19 mi) về phía nam Stuttgart.
Thành phố được đề cập lần đầu trong tài liệu năm 1075. Việc trồng nho đã dẫn tới thịnh vượng khoảng năm 1600.
Trong chiến tranh ba mươi năm, Metzingen bị phá hủy nặng nề và 2/3 của dân số thành phố bị chết do bệnh dịch ngay sau đó.
Sau khi công nghiệp hóa, nhiều nhà máy dệt may đã được xây ở Metzingen. Năm 1859, Metzingen đã được kết nối bằng tuyến đường sắt từ Tübingen đến Stuttgart.
Thành phố là nơi có các công ty thời trang Hugo Boss, được lập ở Metzingen và vẫn có trụ sở ở đó, và các công ty lập sau (như Burberry, Reebok, JOOP!, Strenesse, Escada, Bally, Puma, Adidas, Tommy Hilfiger, vv).

## Thành phố kết nghĩa
- Hexham, Vương quốc Liên hiệp Anh và Bắc Ireland
- Noyon, Pháp